# 佛國洞
佛國洞（：／ Bulgok dong */?）是大韩民国庆尚北道庆州市下辖的一个洞。

## 主要设施
- 佛國寺站
- 佛國寺
- 韩国农业协会分部
- 慶州女子情報高等學校
- 石窟庵
- 慶州馬洞寺址三層石塔
- 吐含山